# Cornel Dobre
Cornel Dobre (n. 5 iulie 1975, București, România) este un fundaș român de fotbal. A debutat în Divizia A pe 15 octombrie 1997 în meciul Dinamo București - Steaua București 1-3.